# ريتشارد فيلبس
ريتشارد فيلبس (بالإنجليزية: Richard Phelps)‏ هو مجدف بريطاني، ولد في 21 نوفمبر 1965.

## وصلات خارجية
- ريتشارد فيلبس على موقع الاتحاد الدولي للتجديف (الإنجليزية)
- ريتشارد فيلبس على موقع اللجنة الأولمبية الدولية (الإنجليزية)
- ريتشارد فيلبس على موقع أوليمبيديا (الإنجليزية)